# Matúš Bero
Matúš Bero (* 6. září 1995 Ilava) je slovenský profesionální fotbalista, který hraje na pozici středního záložníka za nizozemský klub Vitesse a za slovenský národní tým.
Jeho oblíbeným fotbalistou je anglický záložník Steven Gerrard, oblíbeným klubem Liverpool FC.
Za rok 2015 vyhrál cenu Petra Dubovského, která se na Slovensku uděluje nejlepšímu slovenskému hráči do 21 let.

## Klubová kariéra
Matúš Bero je odchovanec klubu FK AS Trenčín, kde prošel všemi mládežnickými kategoriemi. V mládežnických kategoriích hrával spíše v obranné řadě.
V 1. slovenské lize debutoval 21. 7. 2013 ve svých 17 letech ve druhém kole ročníku 2013/14 na hřišti týmu FC Spartak Trnava (porážka 1:2).
V sezóně 2014/15 vyhrál s týmem slovenský fotbalový pohár, ve finále se představil proti mužstvu FK Senica, zápas se rozhodl až v penaltovém rozstřelu. Zároveň se stal ve stejném ročníku mistrem Fortuna ligy a mohl slavit zisk double. První hattrick v profesionální kopané vstřelil 27. 9. 2015 v ligovém utkání proti MFK Skalica (výhra Trenčína 3:0).

V sezóně 2015/16 s týmem Trenčína obhájil double – prvenství ve slovenském poháru i v lize.
V červenci 2016 podepsal kontrakt s tureckým klubem Trabzonspor, kde se sešel s krajanem Jánem Ďuricou. Do Turecka však odešel až po vyřazení Trenčína ve 3. předkole Ligy mistrů UEFA 2016/17 polským klubem Legia Warszawa.

## Reprezentační kariéra
Bero byl členem slovenských reprezentací do 17 a 18 let.
Na podzim 2013 ho trenér Milan Malatinský nominoval do slovenské reprezentace U19. Se slovenskou „jedenadvacítkou“ slavil v říjnu 2016 postup z kvalifikace na Mistrovství Evropy 2017 v Polsku.
Trenér Pavel Hapal jej zařadil v červnu 2017 do 23členné nominace na šampionát v Polsku.
27. května 2016 debutoval pod trenérem Jánem Kozákem ve slovenském národním týmu v přípravném utkání v rakouském Welsu proti reprezentaci Gruzie vedené trenérem Vladimírem Weissem (výhra 3:1).

### Reprezentační zápasy
Zápasy Matúše Bera za A-mužstvo Slovenska
| 2016                 | 3 | 0 |
| Celkem               | 3 | 0 |
| Platí k 23. 11. 2016 |   |   |